# Moeka Minami
Moeka Minami (født 7. december 1998) er en japansk fodboldspiller. Hun er medlem af Japans kvindefodboldlandshold.

## Landsholdskarriere
Den 2. marts 2019 fik hun debut på det japanske landshold, i en kamp mod Brasilien. Hun har spillet 10 landskampe for Japan.